# Jesuskirche (Zielona Góra)

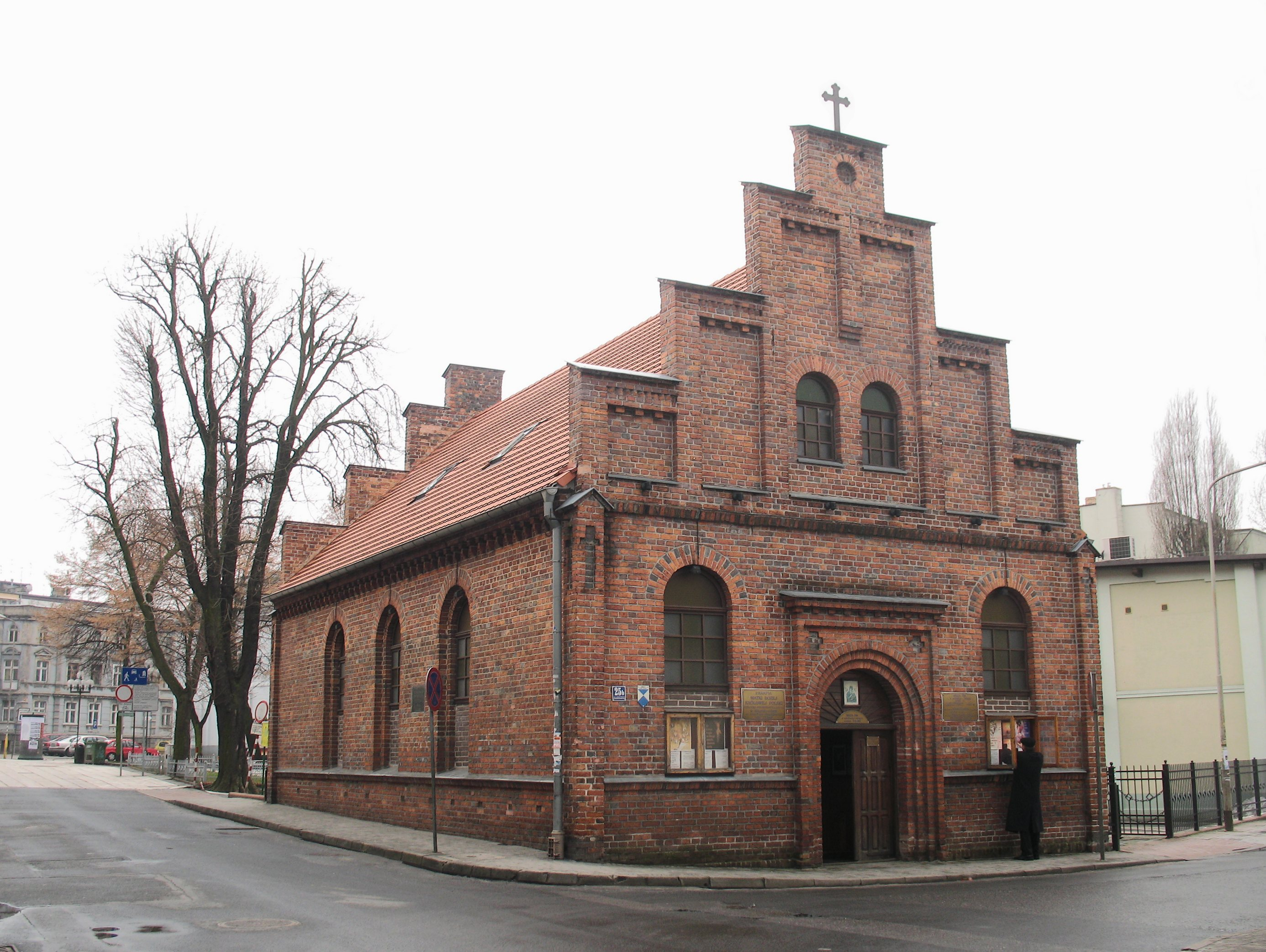
Die ursprüngliche Altlutherische Kirche Grünberg

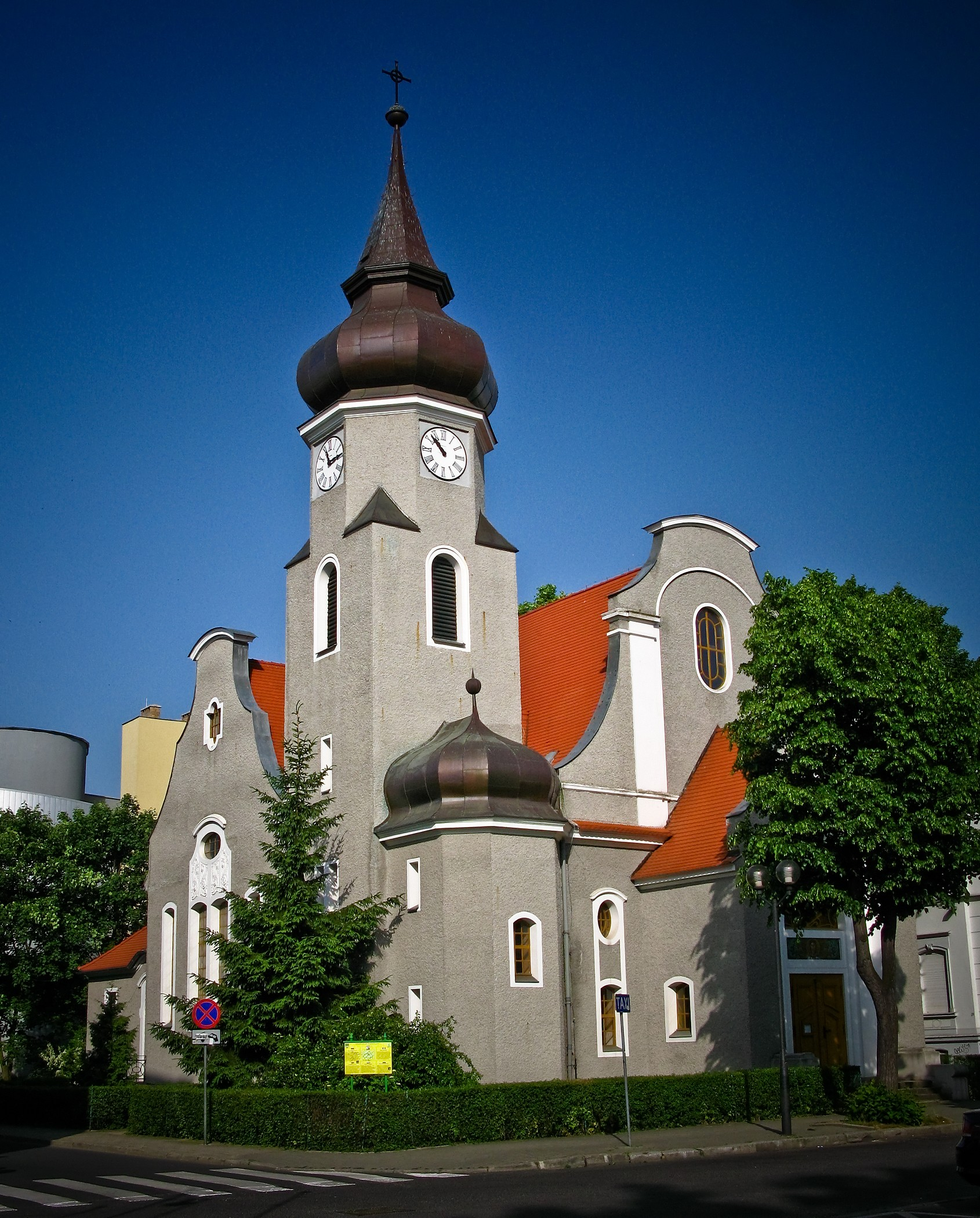
Jesuskirche Grünberg

Die Jesuskirche (polnisch: Ewangelicki Kościół Jezusowy) ist die evangelisch-lutherische Gemeindekirche von Zielona Góra (deutsch: Grünberg in Schlesien) in der Woiwodschaft Lebus in Polen. 

## Geschichte
Die 1830 in Breslau gegründete Altlutherische Kirche errichtete 1866 in Grünberg ihre erste Niederlassung, einen turmlosen neugotischen Backsteinbau mit Treppengiebel. Als dieser um die Wende zum 20. Jahrhundert nicht mehr den Bedürfnissen einer wachsenden Gemeinde genügte, entschied sich diese für einen Neubau der heutigen Jesuskirche. Die Grundsteinlegung der Kirche erfolgte am 22. August 1909, die Einweihung am 11. Juni 1911. Den Entwurf für den kreuzförmigen Zentralbau mit im Winkel eingestelltem Turm und Polygonalschluss fertigte der preußische Baubeamte Emil Friede in Grünberg.
Nach dem Zweiten Weltkrieg wurde die Kirche zunächst von der römisch-katholischen Kirche übernommen und als Hochzeitskapelle genutzt, bevor sie 1950 der Evangelisch-Augsburgischen Kirche in Polen übergeben wurde. Der ältere Kirchenbau dient seit 1967 als Kirche der Heiligen Maria Königin von Polen (Marii Królowej Polski) der Polnisch-Katholischen Kirche.

## Orgel
Der frühere Kirchenbau hatte 1883 eine Orgel der Firma Gebrüder Walter aus Guhrau erhalten, die 1911 nach Fertigstellung des Neubaus in die Jesuskirche unter Vergrößerung des neugotischen Prospekts durch Dienegott Janott aus Neutomischel übertragen wurde. Restaurierungen fanden 1969 durch Marian Nawrot aus Wronki und 1999 durch Emil Hammer Orgelbau aus Arnum bei Hannover statt, wobei das Register Subbass 16‘ im Pedal  rekonstruiert wurde. Die Orgel besitzt die folgende Disposition:
| Manual C–c3 |              |       |
| 1.          | Principal    | 8′    |
| 2.          | Gedackt      | 8′    |
| 3.          | Flöte        | 4′    |
| 4.          | Salicet      | 8′    |
| 5.          | Octave       | 4′    |
| 6.          | Rauschquinte | 2 ⁄3′ |

| Pedal C–c1 |         |      |
| 7.         | Subbass | 16 ′ |